# Джерардова змія
Джерардова змія (Gerarda prevostiana) — єдиний представник роду змій джерардова змія родини гомалопсових (Homalopsidae). Інша назва «глянцева болотна змія». Умовно отруйна змія (реальної небезпеки для людини не становить). 

## Опис
Загальна довжина досягає 30—50 см. Голова невелика, вузька. Очі великі з вертикальними зіницями. Ніздрі знаходяться зверху, вузькі. Має задньоборознисті отруйні ікла. Тулуб довгий, тонкий. По середині тулуб ширше. Хвіст довгий.
Забарвлення спини оливково—зелене, сіре або коричневе. Підхвостовий простір мають темніший колір. Черево темно—сірого забарвлення. Губи коричнево—кремові із темною смугою.

## Спосіб життя
Полюбляє болота, мангрові ліси, припливні річки у прибережних районах. Добре плаває. Активна вночі. Харчується крабами. креветками, іноді рибою.
Це яйцеживородна змія. Самиця народжує до 5 дитинчат.
Отрута не становить небезпеки життю людини.

## Розповсюдження
Мешкає у штатах Індії: Махараштра, Керала. Часто зустрічається у південній М'янмі, на о.Шрі-Ланка, у Таїланді, південній Камбоджі, західній Малайзії. Інколи трапляється на Філіппінах та у Бангладеш.